# Jason Stoltenberg
Jason Stoltenberg (Narrabri, 4 d'abril de 1970) és un exjugador i entrenador de tennis australià.
Va guanyar un total de quatre títols individuals i cinc en dobles, que li van permetre arribar als llocs 19 i 23 dels rànquing mundials respectivament. També va formar part de l'equip australià de Copa Davis. Havia destacat en categoria júnior guanyant un títol de Grand Slam individual i cinc en dobles al costat de Todd Woodbridge.
Després de la seva retirada va treballar com a entrenador, entre els quals destaca el seu compatriota Lleyton Hewitt.

## Palmarès

### Individual: 13 (4−9)
| Llegenda (pre/post 2009)                                 |
| -------------------------------------------------------- |
| Grand Slams (0−0)                                        |
| Tennis Masters Cup / ATP Finals (0−0)                    |
| ATP Masters Series / ATP World Tour Masters 1000 (0−1)   |
| ATP International Series Gold / ATP World Tour 500 (0−0) |
| ATP International Series / ATP World Tour 250 (4−8)      |

| Títols per superfície |
| --------------------- |
| Dura (0−6)            |
| Gespa (1−0)           |
| Terra batuda (3−3)    |

| Resultat  | Núm. | Data                 | Torneig                     | Superfície   | Oponent           | Marcador            |
| --------- | ---- | -------------------- | --------------------------- | ------------ | ----------------- | ------------------- |
| Finalista | 1.   | 13 d'agost de 1989   | Livingston, Estats Units    | Dura         | Brad Gilbert      | 4−6, 4−6            |
| Guanyador | 1.   | 21 de juny de 1993   | Manchester, Regne Unit      | Gespa        | Wally Masur       | 6−1, 6−3            |
| Guanyador | 2.   | 18 d'abril de 1994   | Birmingham, Estats Units    | Terra batuda | Gabriel Markus    | 6−3, 6−4            |
| Finalista | 2.   | 24 de juliol de 1994 | Washington DC, Estats Units | Dura         | Stefan Edberg     | 4−6, 2−6            |
| Finalista | 3.   | 31 de juliol de 1994 | Toronto, Canadà             | Dura         | Andre Agassi      | 4−6, 4−6            |
| Guanyador | 3.   | 20 de maig de 1996   | Coral Springs, Estats Units | Terra batuda | Chris Woodruff    | 7−6(4), 2−6, 7−5    |
| Finalista | 4.   | 4 de maig de 1997    | Atlanta, Estats Units       | Terra batuda | Marcelo Filippini | 6−7(2), 4−6         |
| Guanyador | 4.   | 12 de maig de 1997   | Coral Springs (2)           | Terra batuda | Jonas Björkman    | 6−0, 2−6, 7−5       |
| Finalista | 5.   | 11 de gener de 1998  | Adelaida, Austràlia         | Dura         | Lleyton Hewitt    | 6−3, 3−6, 6−7(4)    |
| Finalista | 6.   | 8 de març de 1998    | Scottsdale, Estats Units    | Dura         | Andre Agassi      | 4−6, 6−7(3)         |
| Finalista | 7.   | 3 de maig de 1998    | Atlanta (2)                 | Terra batuda | Pete Sampras      | 7−6(2), 3−6, 6−7(4) |
| Finalista | 8.   | 16 de gener de 2000  | Sydney, Austràlia           | Dura         | Lleyton Hewitt    | 4−6, 0−6            |
| Finalista | 9.   | 16 d'abril de 2000   | Atlanta (3)                 | Terra batuda | Andrew Ilie       | 3−6, 5−7            |

### Dobles masculins: 11 (5−6)
| Llegenda (pre/post 2009)                                 |
| -------------------------------------------------------- |
| Grand Slams (0−0)                                        |
| Tennis Masters Cup / ATP Finals (0−0)                    |
| ATP Masters Series / ATP World Tour Masters 1000 (0−0)   |
| ATP International Series Gold / ATP World Tour 500 (0−0) |
| ATP International Series / ATP World Tour 250 (5−6)      |

| Títols per superfície |
| --------------------- |
| Dura (3−3)            |
| Gespa (1−1)           |
| Terra batuda (0−2)    |
| Moqueta (1−0)         |

| Resultat  | Núm. | Data                   | Torneig                     | Superfície   | Parella         | Oponents                            | Marcador      |
| --------- | ---- | ---------------------- | --------------------------- | ------------ | --------------- | ----------------------------------- | ------------- |
| Finalista | 1.   | 17 d'abril de 1988     | Madrid, Espanya             | Terra batuda | Todd Woodbridge | Sergio Casal Emilio Sánchez Vicario | 7−6, 6−7, 3−6 |
| Finalista | 2.   | 22 d'abril de 1990     | Seül, Corea del Sud         | Dura         | Todd Woodbridge | Grant Connell Glenn Michibata       | 6−7, 4−6      |
| Guanyador | 1.   | 6 de maig de 1990      | Singapur, Singapur          | Dura         | Mark Kratzmann  | Brad Drewett Todd Woodbridge        | 6−1, 6−0      |
| Guanyador | 2.   | 24 de juny de 1990     | Manchester, Regne Unit      | Gespa        | Mark Kratzmann  | Nick Brown Kelly Jones              | 6−3, 2−6, 6−4 |
| Guanyador | 3.   | 30 de setembre de 1990 | Brisbane, Austràlia         | Dura         | Todd Woodbridge | Brian Garrow Mark Woodforde         | 2−6, 6−4, 6−4 |
| Guanyador | 4.   | 10 de febrer de 1991   | San Francisco, Estats Units | Moqueta (i)  | Wally Masur     | Ronnie Båthman Rikard Bergh         | 4−6, 7−6, 6−4 |
| Finalista | 3.   | 5 de gener de 1992     | Adelaida, Austràlia         | Dura         | Mark Kratzmann  | Goran Ivanišević Marc Rosset        | 6−7, 6−7      |
| Guanyador | 5.   | 17 de gener de 1993    | Sydney, Austràlia           | Dura         | Sandon Stolle   | Luke Jensen Murphy Jensen           | 6−3, 6−4      |
| Finalista | 4.   | 18 d'abril de 1993     | Hong Kong, Hong Kong        | Dura         | Sandon Stolle   | David Wheaton Todd Woodbridge       | 1−6, 3−6      |
| Finalista | 5.   | 23 d'abril de 1995     | Bermudes, Bermudes          | Terra batuda | Brett Steven    | Grant Connell Todd Martin           | 6−7, 6−2, 5−7 |
| Finalista | 6.   | 12 de juliol de 1998   | Newport, Estats Units       | Gespa        | Scott Draper    | Doug Flach Sandon Stolle            | 2−6, 6−4, 6−7 |

### Equips: 1 (0−1)
| Resultat  | Núm. | Data                      | Torneig                          | Superfície       | Equip                                           | Oponents                                                       | Marcador |
| --------- | ---- | ------------------------- | -------------------------------- | ---------------- | ----------------------------------------------- | -------------------------------------------------------------- | -------- |
| Finalista | 1.   | 3 − 5 de desembre de 1993 | Copa Davis, Düsseldorf, Alemanya | Terra batuda (i) | Richard Fromberg Todd Woodbridge Mark Woodforde | Marc-Kevin Goellner Patrik Kühnen Michael Stich Carl-Uwe Steeb | 1−4      |

## Trajectòria

### Individual
| Torneig | 1986 | 1987 | 1988  | 1989        | 1990        | 1991        | 1992  | 1993        | 1994        | 1995        | 1996  | 1997        | 1998        | 1999        | 2000  | 2001 | Títols    | V − D     |
| --- | ---- | ---- | ----- | ----------- | ----------- | ----------- | ----- | ----------- | ----------- | ----------- | ----- | ----------- | ----------- | ----------- | ----- | ---- | --------- | --------- |
| Open d'Austràlia | NC   | 1R   | 4R    | 3R          | A           | 2R          | 1R    | 3R          | 2R          | 1R          | 1R    | A           | 2R          | 2R          | 1R    | 1R   | 0 / 13    | 11 – 13   |
| Roland Garros | A    | A    | A     | 1R          | 2R          | 2R          | 1R    | Q           | 1R          | 1R          | 2R    | 2R          | 4R          | 2R          | 3R    | A    | 0 / 11    | 10 – 11   |
| Wimbledon | A    | A    | 2R    | 3R          | 2R          | 1R          | 1R    | 3R          | 3R          | 2R          | SF    | 3R          | 4R          | 4R          | 1R    | 2R   | 0 / 14    | 23 – 14   |
| US Open | A    | A    | 3R    | 1R          | 2R          | 2R          | A     | 1R          | 1R          | 3R          | 3R    | 1R          | 1R          | 1R          | 2R    | A    | 0 / 12    | 9 – 12    |
| Jocs Olímpics | NC   | NC   | A     | No celebrat | No celebrat | No celebrat | A     | No celebrat | No celebrat | No celebrat | 2R    | No celebrat | No celebrat | No celebrat | A     | NC   | 0 / 1     | 1 − 1     |
| Total Victòries − Derrotes                                                                                                 | 0−0  | 1−4  | 13−11 | 20−19       | 17−19       | 20−20       | 10−16 | 25−23       | 38−25       | 22−25       | 36−27 | 21−15       | 35−24       | 17−18       | 21−14 | 7−7  | 303 – 267 | 303 – 267 |
| Rànquing a final d'any | 625  | 413  | 70    | 84          | 108         | 75          | 168   | 44          | 21          | 80          | 31    | 79          | 27          | 80          | 66    | 185  |           |           |
| Llegenda: G: Guanyador; F: Finalista; SF: Semifinalista; QF: Quarts de final; Q: Qualificació; A: Absent; RR: Round Robin; |      |      |       |             |             |             |       |             |             |             |       |             |             |             |       |      |           |           |

### Dobles masculins
| Open d'Austràlia | 1R  | 1R    | 1R    | A     | QF    | 2R    | 1R    | 1R  | A   | QF  | A   | 2R  | A    | A   | 2R  | 0 / 10    | 9 – 10    |
| Roland Garros | A   | 3R    | A     | QF    | 1R    | 1R    | 1R    | A   | A   | 2R  | A   | A   | A    | A   | A   | 0 / 6     | 6 – 6     |
| Wimbledon | A   | 1R    | A     | QF    | 1R    | 1R    | 1R    | A   | A   | 1R  | 1R  | A   | A    | A   | A   | 0 / 7     | 3 – 7     |
| US Open | A   | 1R    | A     | 2R    | 1R    | A     | 1R    | A   | A   | A   | A   | A   | A    | A   | A   | 0 / 4     | 1 – 4     |
| Total Victòries − Derrotes                                                                                                 | 0−2 | 11−13 | 16−14 | 29−14 | 23−24 | 15−17 | 15−15 | 6−8 | 3−3 | 4−7 | 2−3 | 5−3 | 0−1  | 1−1 | 1−1 | 121 – 126 | 121 – 126 |
| Rànquing a final d'any | 341 | 88    | 254   | 33    | 45    | 107   | 91    | 216 | 364 | 177 | 340 | 285 | 1357 | 623 | 471 |           |           |
| Llegenda: G: Guanyador; F: Finalista; SF: Semifinalista; QF: Quarts de final; Q: Qualificació; A: Absent; RR: Round Robin; |     |       |       |       |       |       |       |     |     |     |     |     |      |     |     |           |           |